# Exèrcit de l'Equador
L'Exèrcit Equatorià, juntament amb l'Armada equatoriana, i la Força aèria equatoriana, és una de les de les branques de les Forces Armades Equatorianes. És la branca més important de les forces armades del país per ser la més nombrosa, la de major capacitat i la de major competència operativa. Al capdavant de l'Exèrcit de l'Equador es troba el Comandant General de l'Exèrcit qui obeeix a l'autoritat del Cap del Comandament Conjunt de les Forces Armades, al Ministeri de la Defensa i al Comandant en Cap de les Forces Armades, el President Constitucional de la República.

## Història
Durant les guerres d'independència hispanoamericanes es formen els primers exèrcits o milícies d'alguna manera "professionals" al territori de l'actual Equador, servint a causes i interessos locals americans. Després de la independència i la formació de la Gran Colòmbia, el Perú va envair el territori del Districte del Sud; amb exigències reivindicatives territorials, la sort del conflicte es va decidir el matí i la tarda del 27 de febrer de 1829 a la batalla de Tarqui on una divisió peruana liderada pel general Plaza, va ser derrotada per l'exèrcit de la Gran Colòmbia, liderat pel mariscal Antonio José de Sucre. Aquest va ser el primer triomf militar a l'actual territori de l'Equador en el qual van participar tropes i comandants locals i en el qual no es van trobar com a contrapart potències colonials.

## Nombre d'efectius
L'Exèrcit de l'Equador compta amb un nombre aproximat de 73.300 membres i aproximadament 97.500 fusells d'assalt HK. El Servei Militar en l'Equador ja no és obligatori. En un 85% els conscriptes (tant els voluntaris com els sortejats) són enviats a les files de l'Exèrcit. L'Escola Superior Militar Eloy Alfaro, situada a Quito, és l'encarregada de la formació d'Oficials i gradua una mitjana de 100 Sotstinents d'Arma anualment, així com la ESFORSFT (Escola de Formació de Soldats de la Força Terrestre), és l'encarregada de formar al personal de tropa.

## Equipament

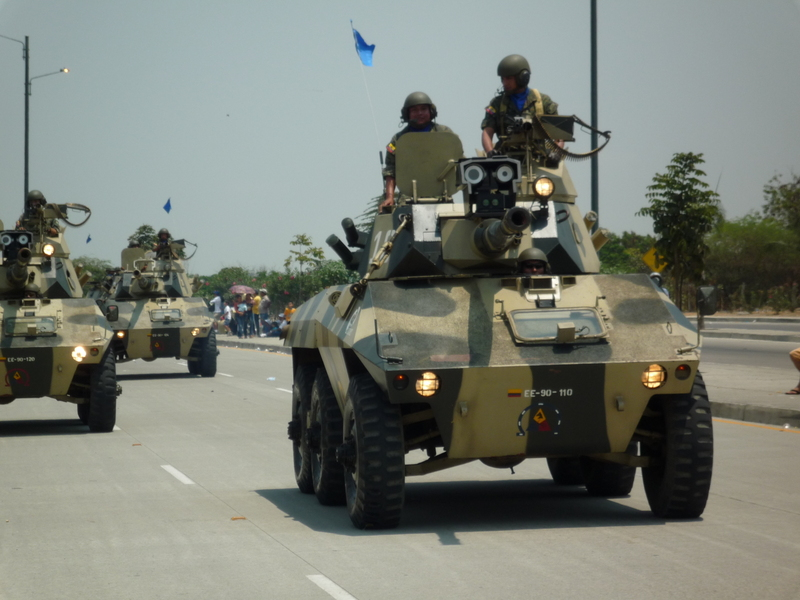
EE-9 Cascavel

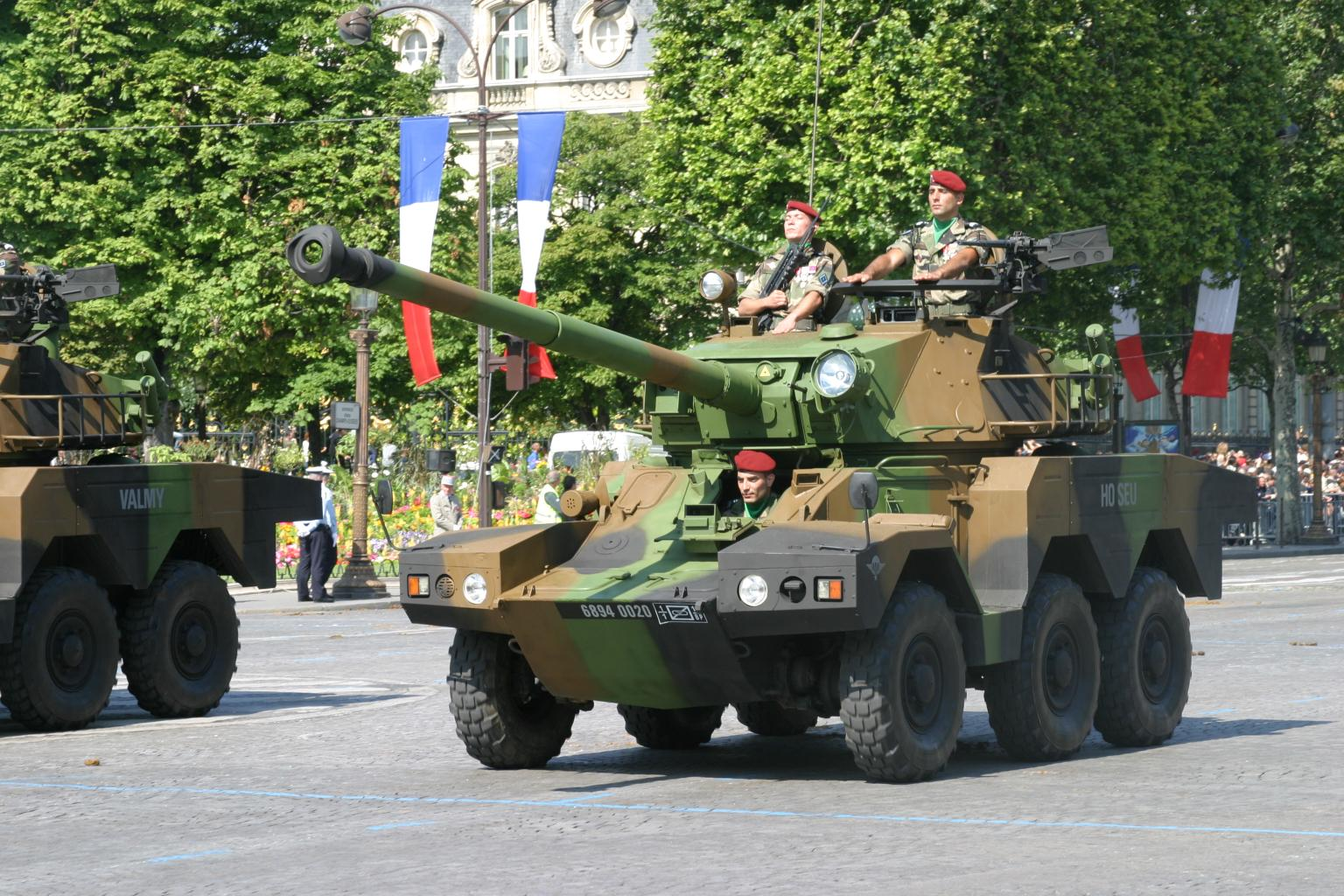
ERC-90 Saggaie

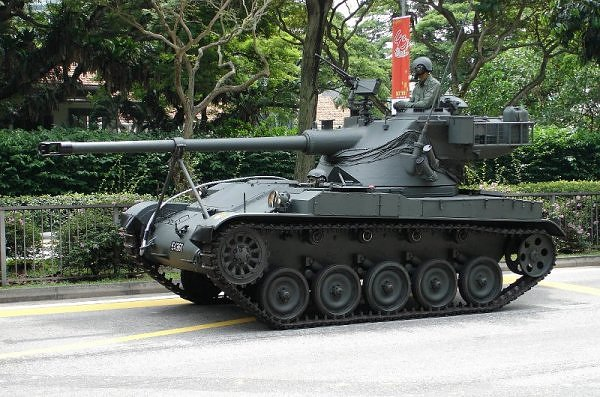
AMX-13

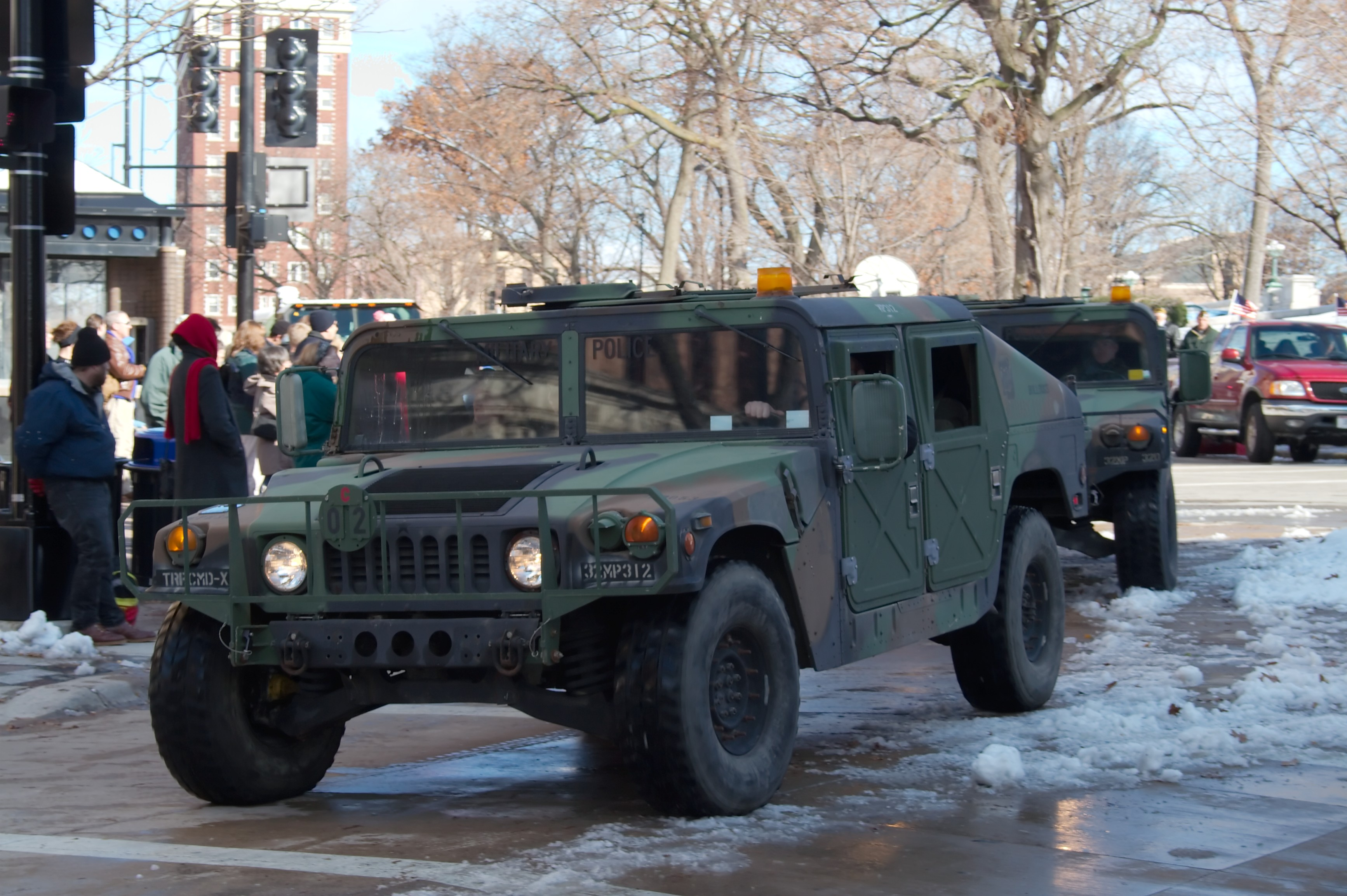
Humvee

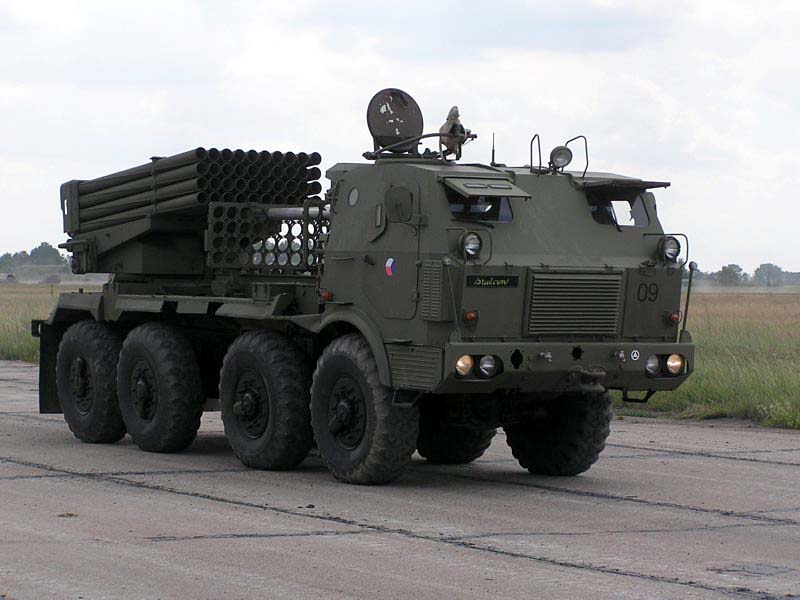
RM-70

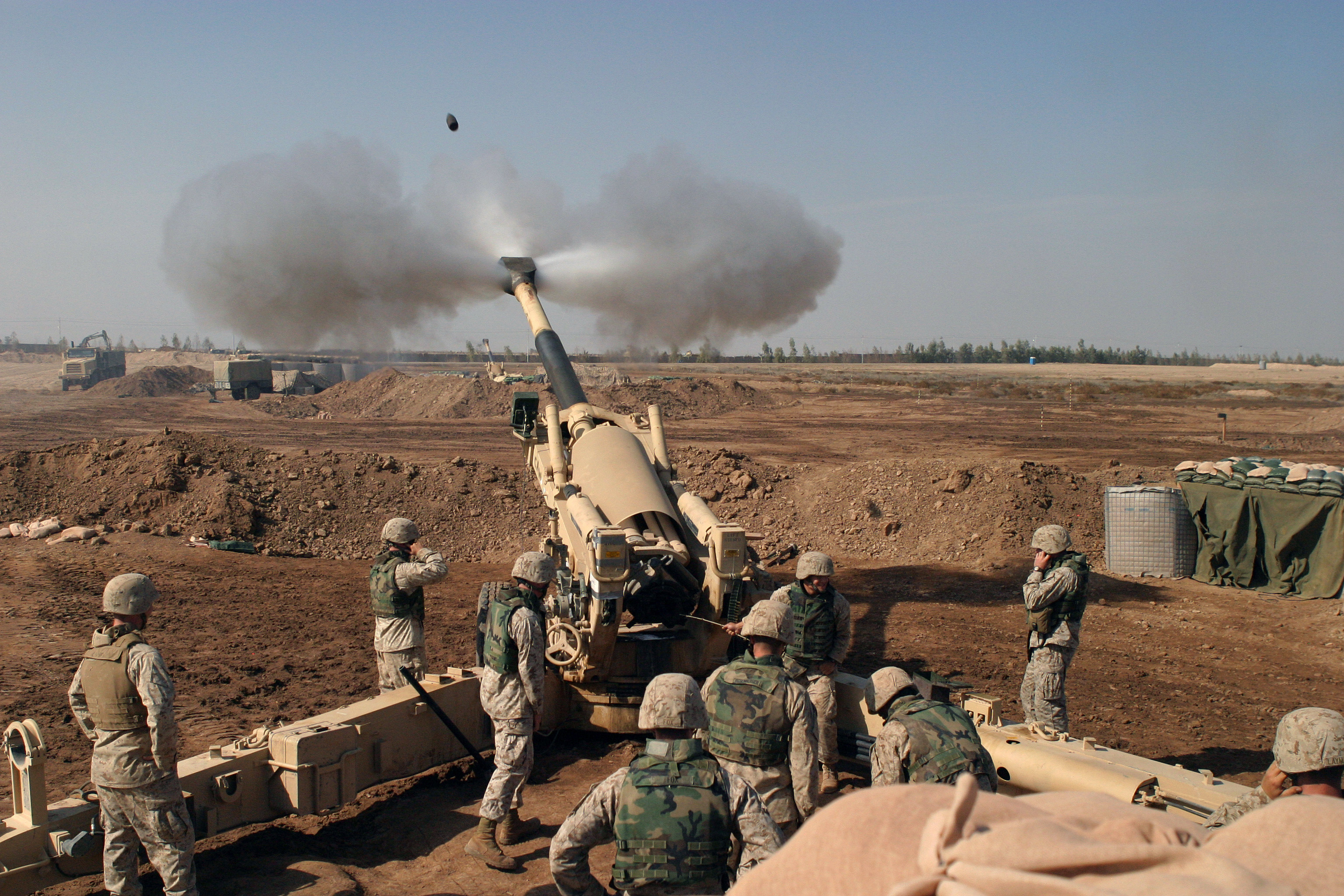
M-198 Howitzer

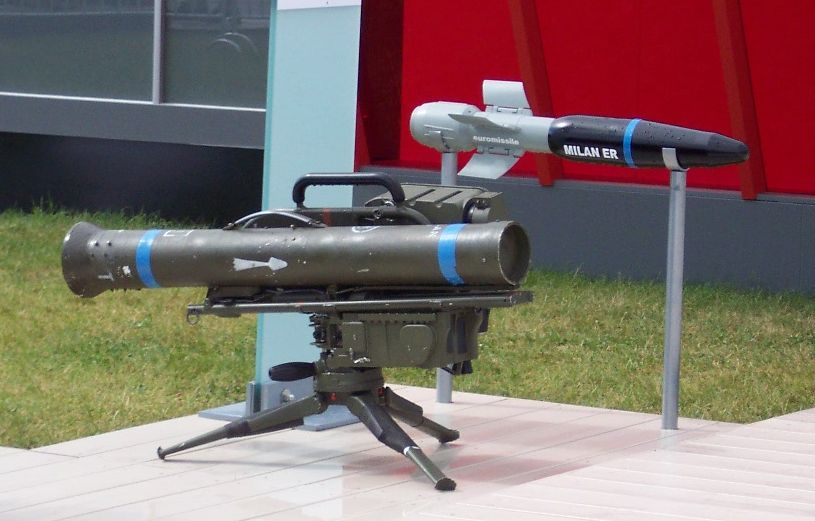
Míssil antitancs MILAN

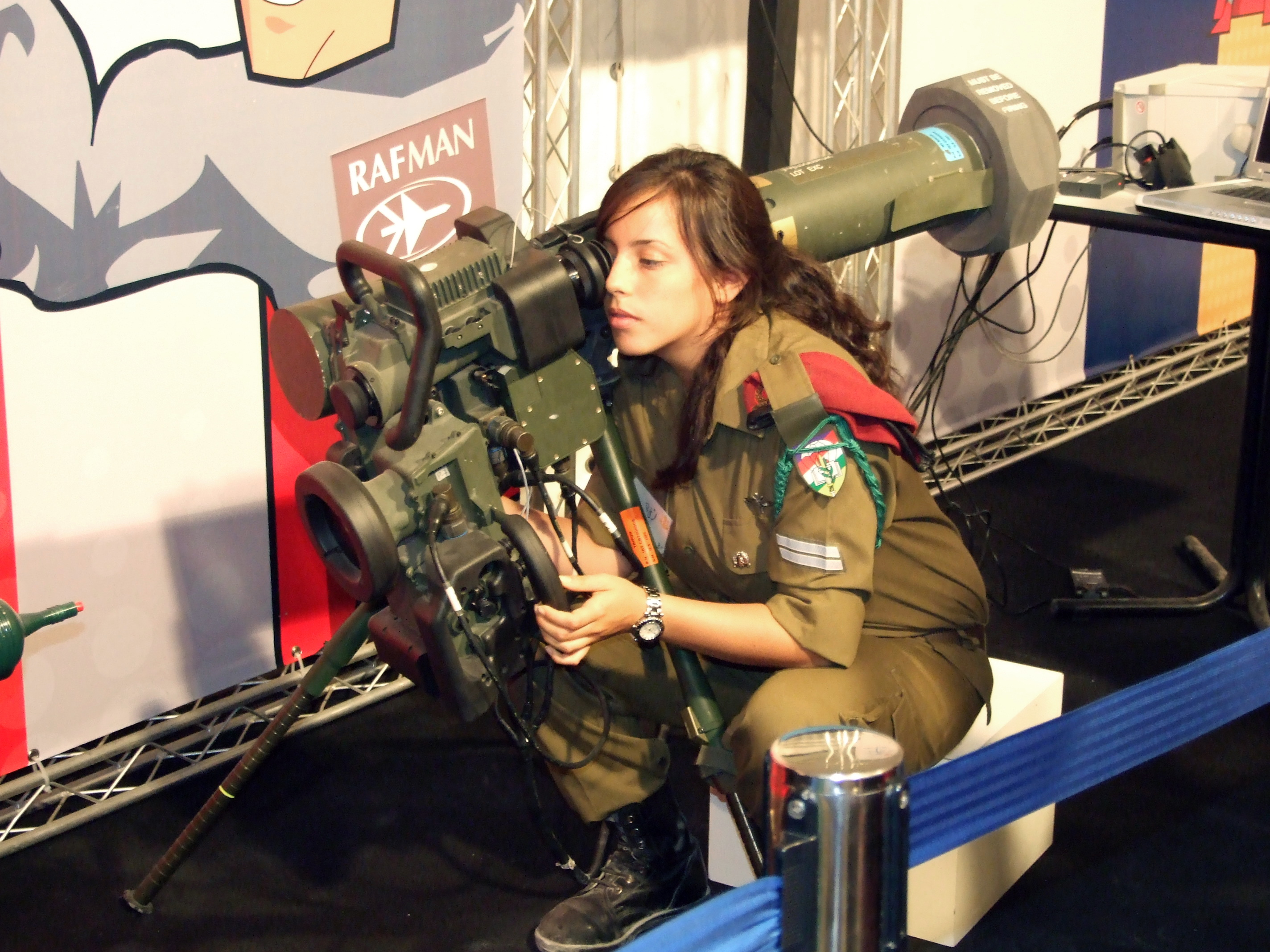
Llançadora del míssil Spike LR

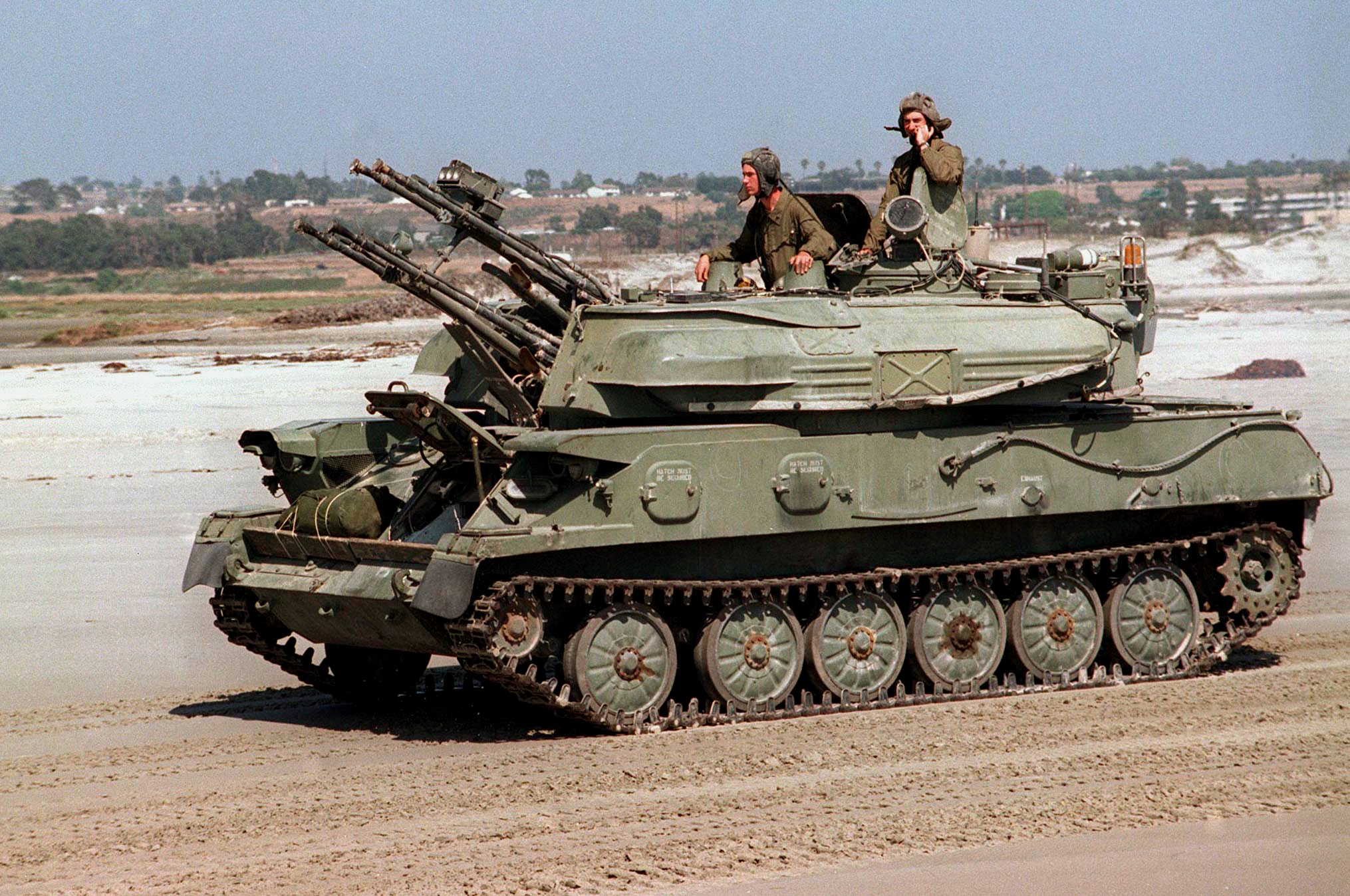
Bateria antiaèria Shilka

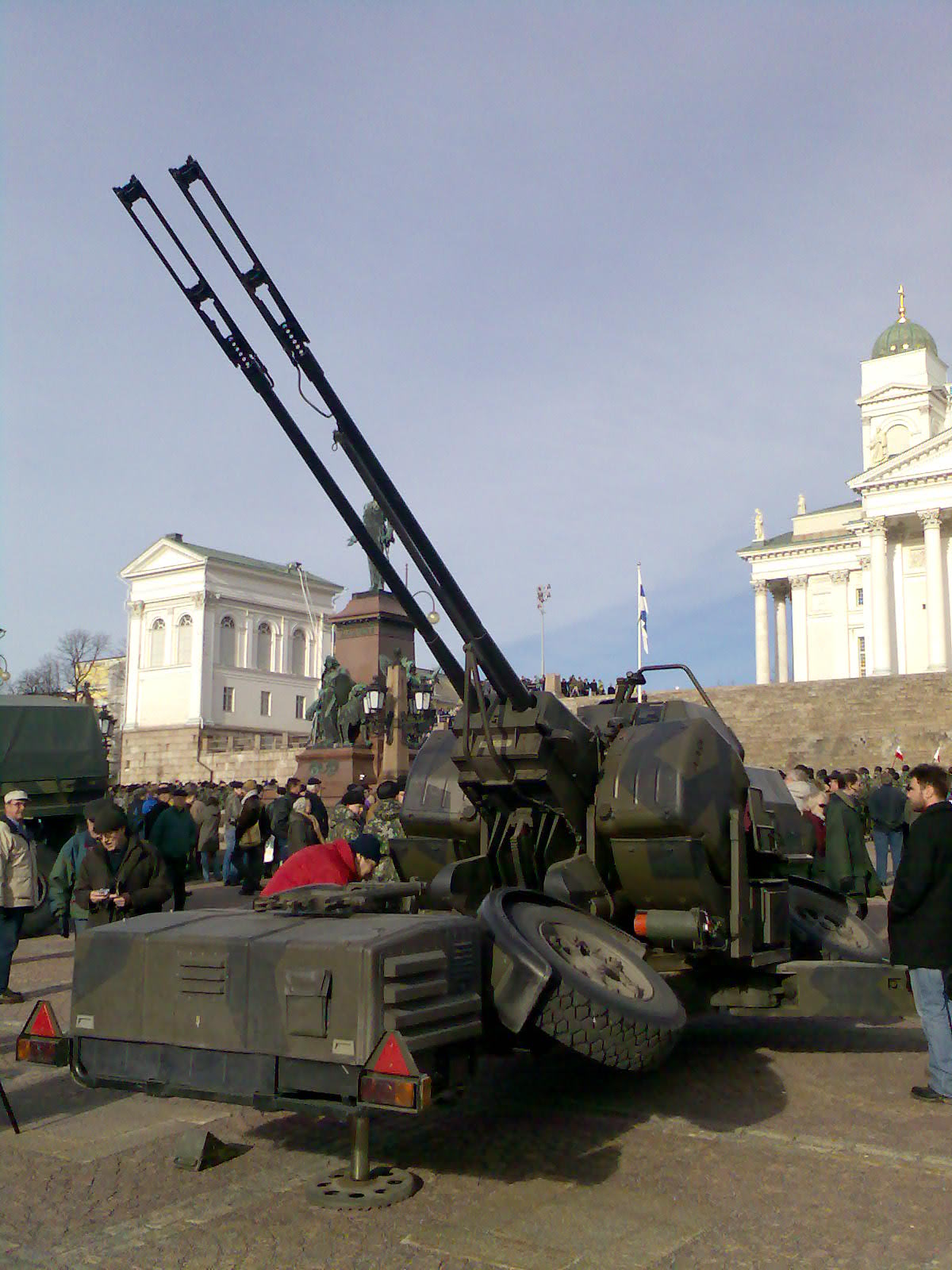
Bateria antiaèria Oerlikon

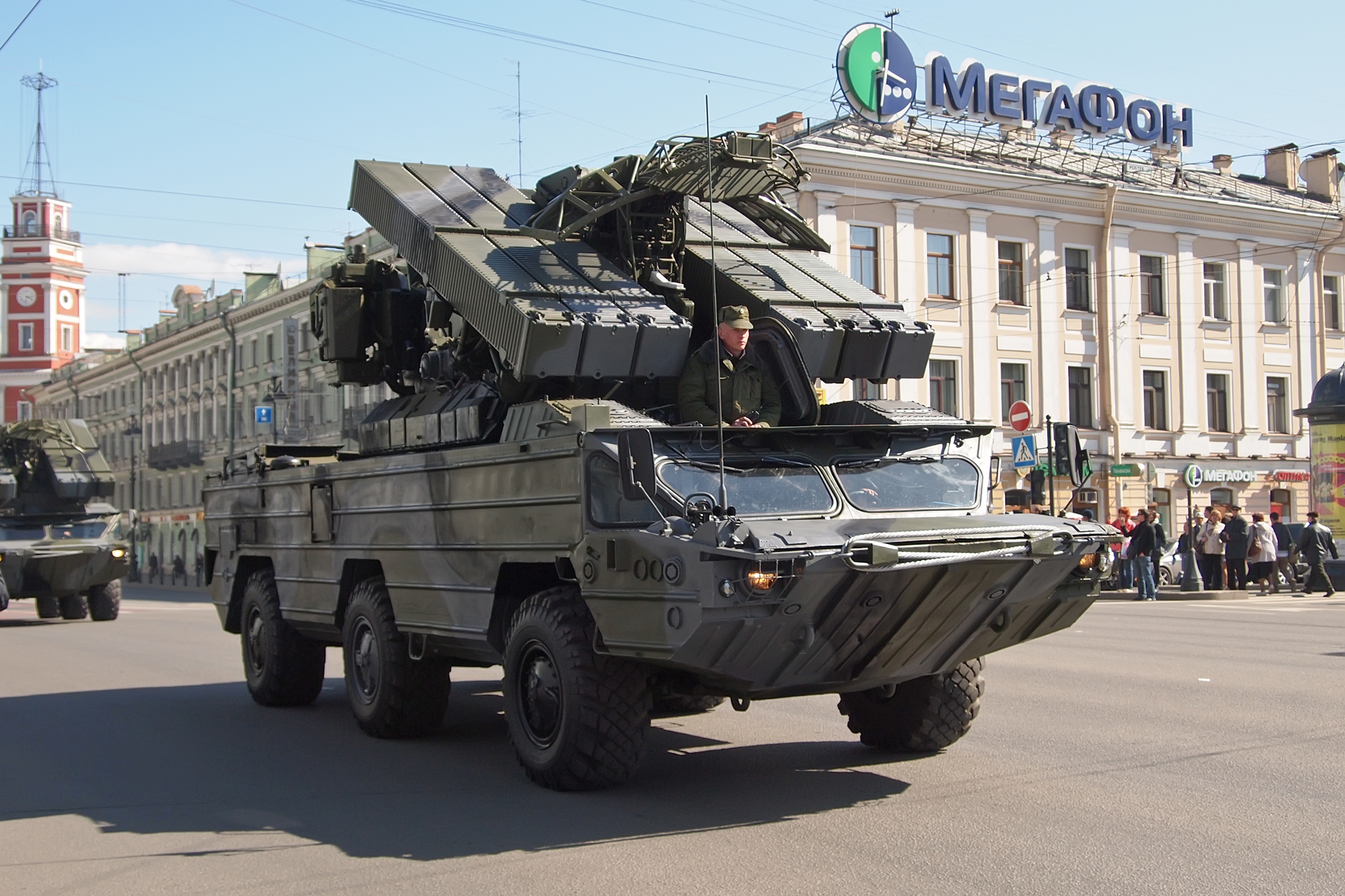
Bateria antiaèria SA-8 Gecko

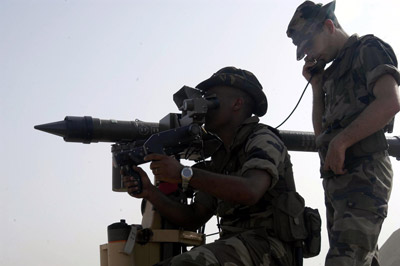
Bateria antiaèria Mistralenca

## Equipament[calcitació]

### Vehicles blindats
- 30 Leopard venuts per Xile.
  - Tancs pesats modernitzats a Xile equipat amb cañon L7 de 105mm.
- 108 AMX-13: França (operatius tots)

- Tancs lleugers, modernitzats amb nous sistemes electrònics.

- 30 Panhard AMLH60/90: França

- Equipat amb Canons de Tir Ràpid de Calibre 90 mm GIAT.

- 22 ERC-90 Sagaie: França

- Equipat amb Canons de Tir Ràpid de Calibre 90 mm GIAT.

- 50 EE-09 Cascavel: Brasil

- Equipat amb Canons de Tir Ràpid de Calibre 90 mm IMBEL.

- 10 EE-3 Jararaca: Brasil

- Vehicles blindats de reconeixement.

- 32 EE-11 Urutu: Brasil
  - Vehicles blindats de transport
- 80 AMX-VCI: França

- Vehicles blindats de transport

- 100 M113: EUA

- Transports blindats de personal, i en manera d'ambulància.

- 3 BTR-3O Ucraïna

- Vehicles blindats de transport

- 15 BMR: Espanya

- Blindat mitjà sobre rodes

- 10 UR-416: Alemanya
  - Vehicles blindats de transport.
- 10 BTR-60: URSS
  - Vehicles de comandament

### Vehicles militars Utilitaris
- 587 Humvee: EUA
  - Alguns equipats amb míssils antitancs Spike, MAPATS i HJ-8.
- 130 Agrale Marrúa: Brasil
  - Variants de transport i reconeixement.
- 180 AIL Storm: Israel
  - Vehicles utilitaris
- 200 CUCVII: EUA
  - Vehicles equipats amb sistemes AA
- 100 Chevrolet Silverado: EUA
  - Vehicles equipats amb sistemes AA
- 180 Unimog: Alemanya
  - Equipat amb míssils MBDA Mistral.
- 180 M-939: EUA
  - Camió 6x6
- M-35: EUA
  - Camió 6x6
- Hino Motors: Japó
  - Camió de transport

### Artilleria
- MK F3: França
  - Obús de 155 mm autopropulsat
- M114 howitzer: EUA
  - Obús de 155 mm remolcat
- M198: EUA
  - Obús de 155 mm remolcat
- M101: EUA
  - 105mm Howitzer remolcat
- M2A1: EUA
  - 105mm Howitzer remolcat
- OTO Melara Modelo 56: Itàlia
  - 105mm Howitzer remolcat
- RM-70: Txecoslovàquia
  - Sistema de llançacoets múltiple de 122 mm autopropulsat.
- BM-21: URSS
  - Sistema de llançacoets múltiple de 122 mm autopropulsat.
- Soltam M-66: Israel
  - Morter de 160 mm pesant
- M-30: EUA
  - Morter 107 mm pesant remolcat
- M-1: EUA
  - Morter de 81 mm
- M-29: EUA
  - Morter de 81 mm

### Armes antitancs
- Spike: Israel
  - Míssil de 170 mm guiat per làser, algunes unitats es munten sobre vehicles Humvee.
- MAPATS: Israel
  - Míssil de 155 mm guiat per làser, algunes unitats es munten sobre vehicles Humvee.
- HJ-8: Xina
  - Míssil de 155 mm guiat per làser.
- MILAN;
  - Míssil de 125 mm Guiat per làser.
- Euromissile HOT;}
  - Míssil de 150 mm muntats sobre helicòpters Gazelle.
- Rifle sense reculada M-67: EUA
  - Arma de 90 mm antitancs
- Rifle sense reculada M-40: EUA
  - Arma de 105 mm antitancs
- Instalaza C-90; Espanya
  - Arma de 90 mm antitancs
- M72 LAW: EUA
  - Arma de 66 mm antiblindatge
- RPG-7: URSS
  - Arma de 40 mm antiblindatge

### Antiaeris
- ZSU-23-4 Xilka: URSS
  - Sistema antiaeri de 4 x 23 mm comprat a Nicaragua el 1997.[cal citació]
- M163 Vulcan: EUA
  - Sistema antiaeri de 20 mm autopropulsat
- M167 Vulcan: EUA
  - Sistema antiaeri de 20 mm remolcat
- Oerlikon 35 mm: Suïssa
  - Sistema AA de 2 x 35 mm.
- Tipus 85: URSS; Xina
  - Canó automàtic de 23 mm AA
- Bofors 40 mm: Suècia
  - Canó automàtic de 40 mm, L/60 i L/70
- M45 Quadmount: EUA
  - Canó de 4 x 50 automàtic, modernitzat amb nous sistemes, Alguns es munten sobre els camions Unimog i les camionetes Chevrolet Silverado.

### Míssils AA
- SA-8 Gecko:
  - Sistema de 200 mm autopropulsat
- MIM-72 Garriga EUA
  - Sistema mòbil de llançament de míssils
- MBDA Mistral: Unió Europea
  - Sistema MANPADS de 90mm, Alguns es munten sobre els camions Unimog.
- Blowpipe: Regne Unit
  - Sistema MANPADS de 76 mm.
- HN-5A: Xina
  - Sistema MANPADS de 72 mm.
- 9K32 Strela-2: URSS
  - Sistema MANPADS de 72 mm.
- 9K38 Igla: URSS
  - Sistema MANPADS de 72 mm.

### Armament individual i d'infanteria
- FN FAL: Bèlgica
  - Fusell de 7.62 mm
- SIG SG 540: Xile

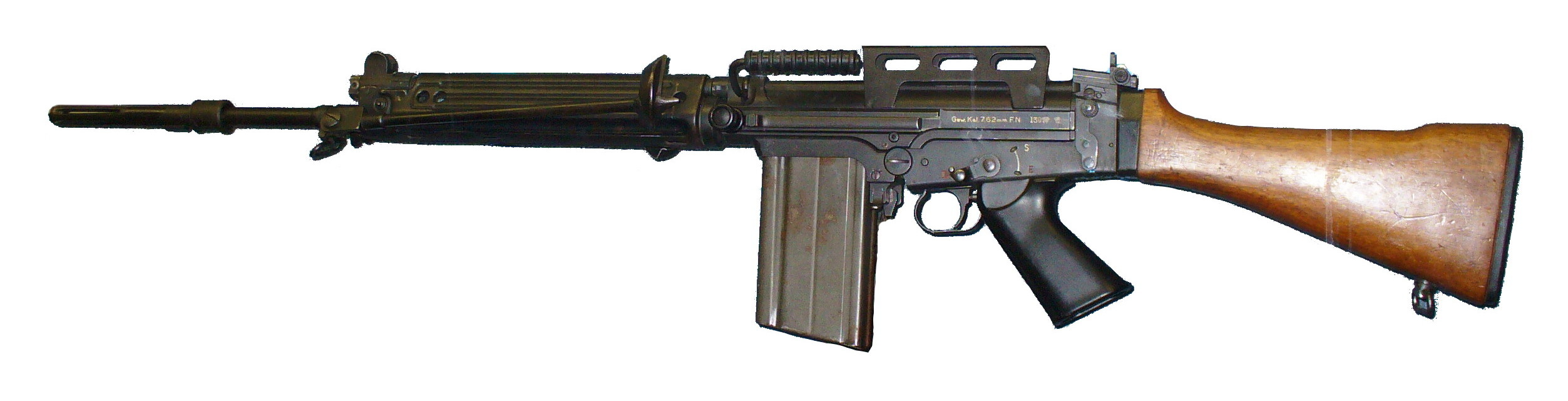
FN FAL

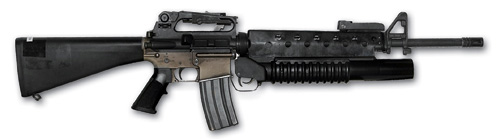
M16A2

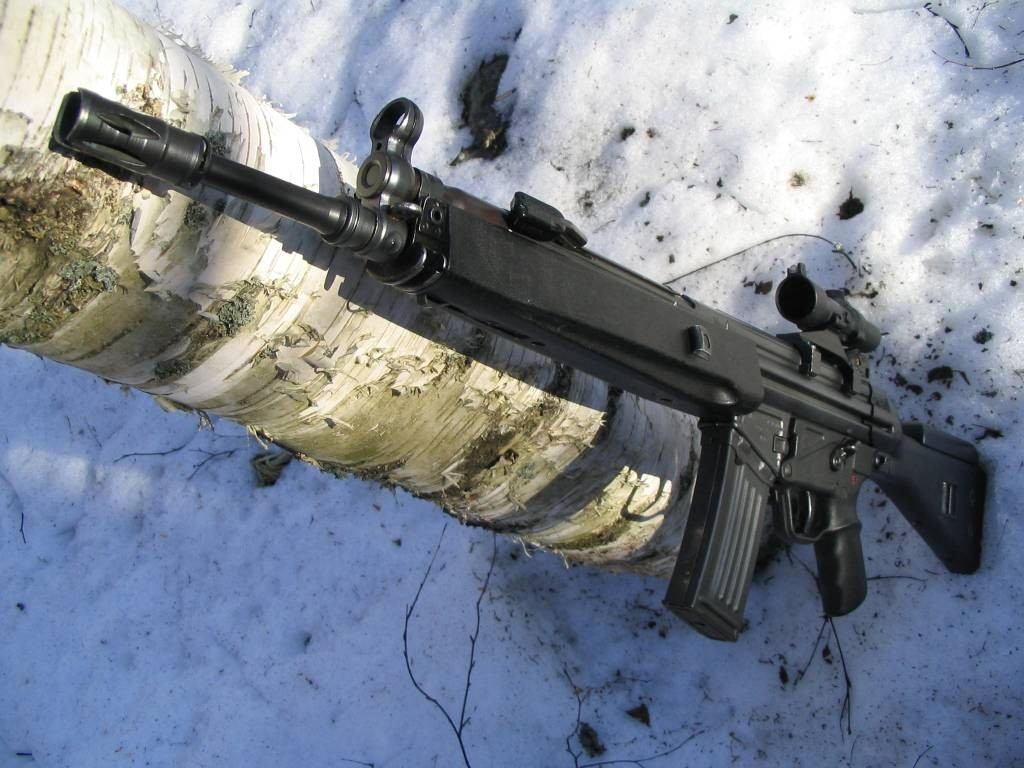
HK-33

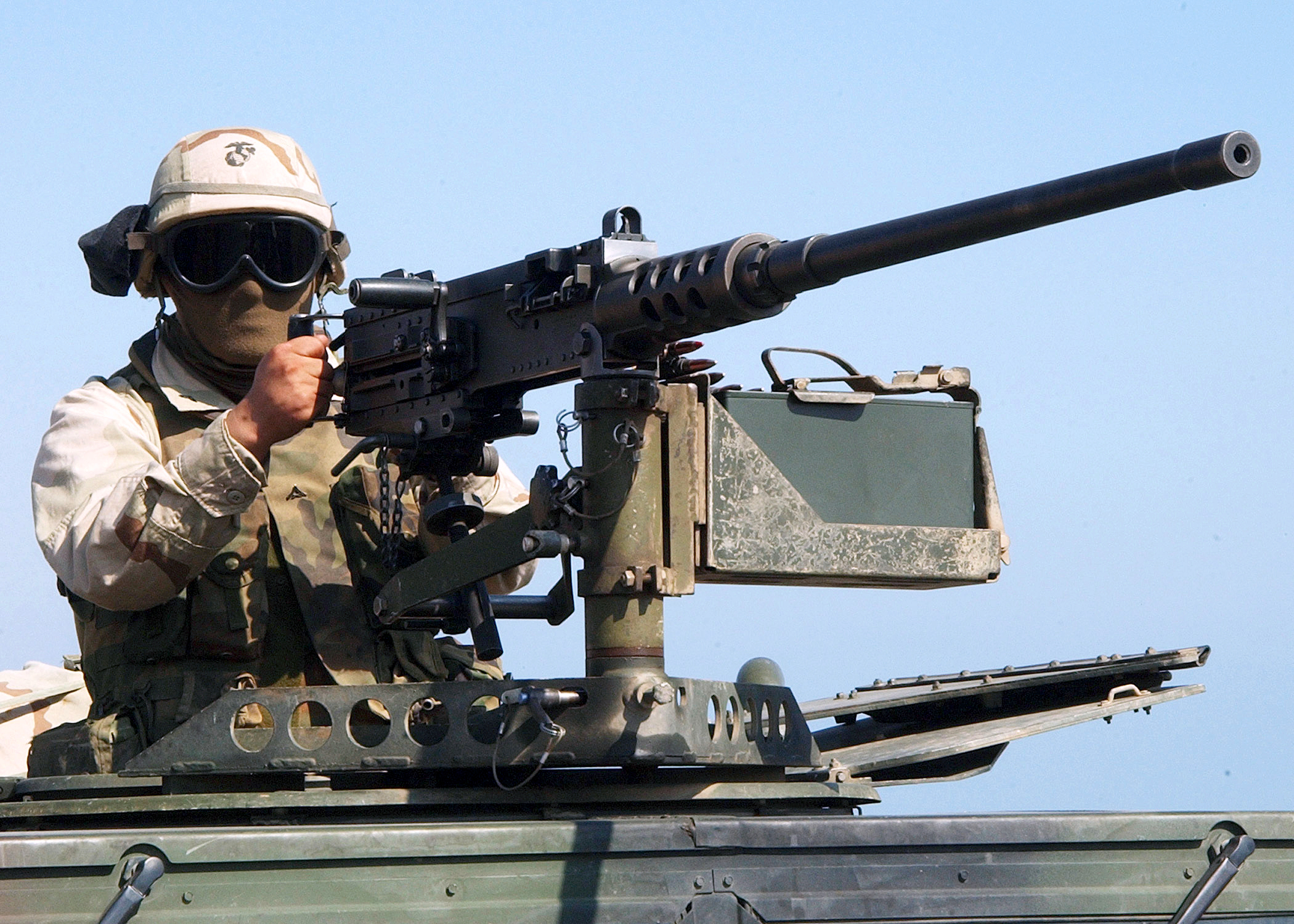
Browning M2

  - Fusell de 5.56 mm variant SG 543.1, sota llicència per FAMAE.
- M16A2,A4: EUA
  - Fusell de 5.56 mm
- Carabina M4: EUA
  - Fusell de 5.56 mm
- Steyr AUG: Àustria
  - Fusell de 5.56 mm
- HK-33: Alemanya
  - Fusell de 5.56 mm
- Glock 17 Àustria
  - Pistola de 9 mm
- M1911 EUA
  - Pistola calibre .45 ACP
- MP-5: Alemanya
  - Subfusell de 9 mm
- Uzi: Israel
  - Subfusell de 9 mm
- PSG-1: Alemanya
  - Rifle de franctirador de 7.62 mm
- FN MAG: Bèlgica
  - Metralladora de 7.62 mm
- Milkor MGL: República de Sud-àfrica
  - Llançagranades de 40 mm
- AGS-17: URSS
  - Llançagranades automàtic de 30 mm.
- Browning M1919: EUA
  - Metralladora Mitjana de calibre 0.30
- Browning M2: EUA
  - Metralladora Pesada de calibre 0.50

### Aviació de l'Exèrcit
- T-41 Mescalero:
  - Entrenament
- Cessna 182:
  - Entrenament
- Pilatus PC-6:
  - Transport
- Maule M-7:
  - Transport
- Bell 212:
  - Transport
- Bell 412:
  - Transport

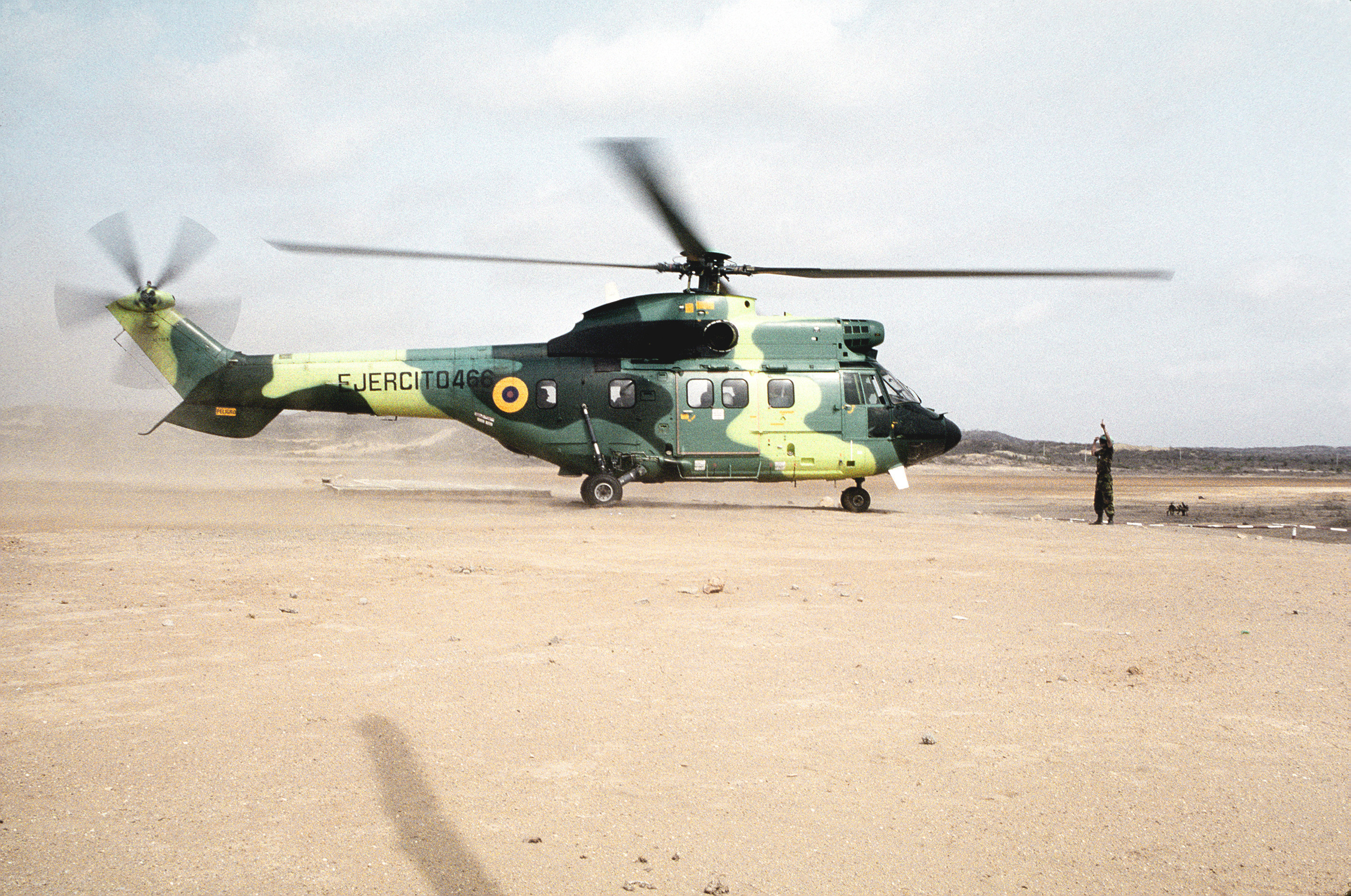
Cougar Equatorià

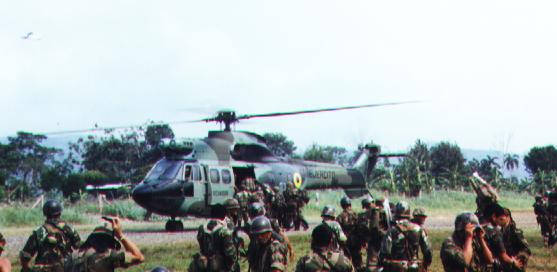
Un Super Puma al costat de diversos soldats durant la Guerra del Cenepa

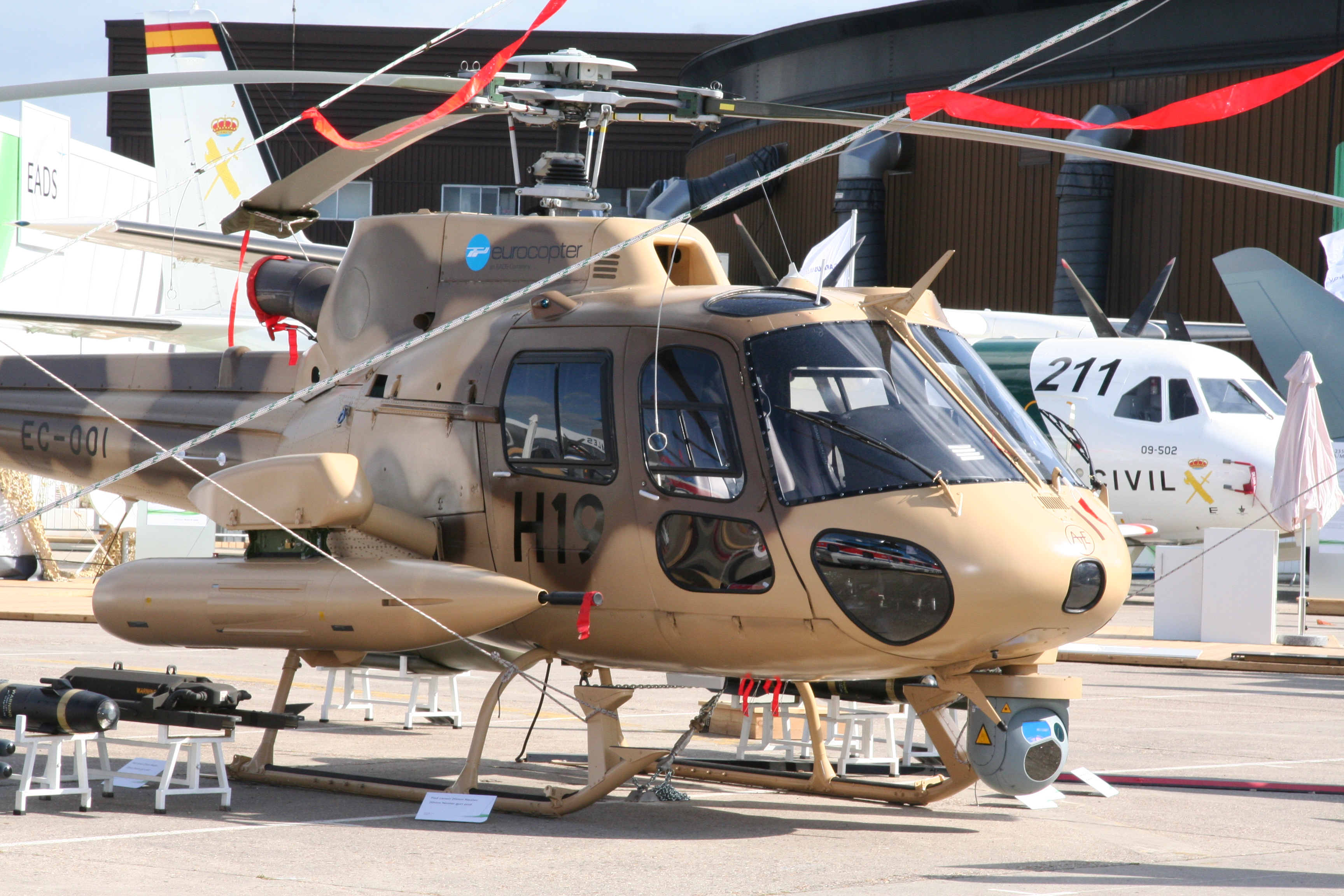
Eurocopter AS550 C3 Fennec

- Beechcraft Super King Air:
  - Transport
- IAI Arava:
  - Transport
- 2 C-212:
  - Transport tàctic
- 2 CASA CN-235:
  - Transport tàctic
- 1 DHC-5 Buffalo:
  - Transport Tàctic
- Cessna Citation II:
  - reconeixement aeri
- AS550 C3 Fennec /
  - Helicòpter d'atac / Utilitari, en Ordre.
- Aérospatiale Gazelle:
  - Helicòpter d'atac / Utilitari
- 11 Mil El meu-17 (9 El meu-17-1V i 2 La meva-171I):
  - Transport mitjà
- SA 330 Puma:
  - Transport mitjà
- 10 AS332 Super Puma:
  - Transport mitjà
- AS 532 Cougar:
  - Transport mitjà
- Aérospatiale SA 315B Lama:
  - Utilitari
- AS350 Ecureuil:
  - Utilitari
- Bell 206:
  - Utilitari
- Aérospatiale Alouette III:
  - Utilitari

## Plans futurs
En el que a planificació participativa es refereix, la nova Constitució de l'Equador assenyala clarament la subjecció que han de tenir les polítiques, programes i projectes, així com la inversió i l'assignació dels recursos públics, al Pla Nacional de Desenvolupament, dissenyat per a l'actual govern encapçalat per Rafael Correa. Els principals projectes són:
- Adquisició de 200 Leopard 1 per part del President Rafael Correa comprats a Xile per a l'any 2015 amb l'objectiu de repotenciar la Brigada de Tancs de Combat. El cost aproximat és de 160 milions de dòlars.
- Enfortiment de la capacitat operativa de l'Aviació de la Força Terrestre; orientat a la recuperació i manteniment de: Helicòpters i motors de fabricació francesa, helicòpters de fabricació russa i modernització del sistema de aviónica i comunicació de diverses aeronaus.
- Modernització de vehicles blindats M-113.
- Enfortiment de la capacitat hospitalària de la unitat de salut HB 7 ´´LOJA´´; que comprèn la construcció de nova infraestructura i l'equipament amb tecnologia de punta.
- Enfortiment d'intendència; que inclou l'adquisició d'equip per a unitats operatives, equip especial per a unitats de Forces Especials i enginyeria i equips de comunicacions i informàtica.
- Millorament de la infraestructura de guarnicions militars a nivell nacional.
- Armament calibri major i menor per la FT, per a dotació de les unitats d'infanteria, Forces Especials i Enginyeria; Munició d'artilleria i la repotenciación de fusells HK.
- Ampliació de la infraestructura de transport lleuger de la FT: a través del qual es comprés helicòpters multipropòsit amb característiques militars i per a entrenament.
- Helicòpters de transport mitjà i entrenament de tripulacions i personal tècnic, possiblement El meu-17I.
- Increment de la capacitat de suport d'enginyeria en purificació d'aigua.
- Manteniment de sistemes d'armes i certificació de la munició de l'Aviació de l'Exèrcit.
- Modernització del sistema d'adreça tècnica i tàctica del tir d'Artilleria, entre d'altres.

## Rangs

### Oficials
Dins de l'oficialitat els graus es divideixen en tres tipus
- Oficials subalterns:

- Sotstinent: La seva insígnia és un estel platejat
- Tinent: El seu insigia són dos estels platejats
- Capità: La seva insígnia són tres esrtellas platejates

- Oficales superiors:

- Major: La seva insígnia és un estel daurat
- Tinent coronel: La seva insígnia són dos estels daurats
- Coronel: La seva insígnia són tres estels daurats

- Oficials Generals (Solament Poden ser Generals els Oficials d'Armes, no els de Serveis):

- General de Brigada(OF-7): La seva insígnia és l'escut de la República de l'Equador entre branques de llorer amb dos estels daurats sota
- General de Divisió(OF-8): El concepte és el mateix a l'anterior a diferència de tenir tres estels daurats sota
- General d'Exèrcit: Igual que l'anterior l'única diferència és que compta amb quatre estels daurats

### Tropa
- Recluta
- Soldat
- Caporal
- Sergent
- Sotsoficial

## Branques
Les diferents branques que conformen l'Exèrcit de l'Equador són:
- Infanteria
- Carros de combat
- Artilleria
- Intel·ligència militar
- Enginyeria
- Comunicacions
- Aviació de l'Exèrcit

## Serveis
Les "serveis" amb els quals explica l'Exèrcit equatorià són:
- Intendència
- Material de Guerra
- Transports

## Especialitats
Les especialitats de l'Exèrcit equatorià són:
- Sanitat
- Justicia Militar